# Štěpánka Fingerhutová
Štěpánka Fingerhutová (* 1. července 1996 Příbram) je česká divadelní, televizní a filmová herečka a dabérka. Objevila se na prknech Divadla v Dlouhé, Divadla na Fidlovačce nebo Činoherního klubu.

## Životopis
V letech 2011 až 2016 vystudovala hudebně dramatický obor na Pražské konzervatoři. Herectví se věnuje od dětství, začala jako modelka dětského oblečení a herečka v reklamách. První filmovou zkušeností byly v roce 2012 FAMU studentské filmy Svlíkání a Tenkrát poprvé. Oba byly v roce 2013 nominovány na cenu Magnesia Český lev za nejlepší studentský film.
První větší filmovou příležitostí byl film Dvojníci. Známější se stala díky roli v seriálu Lynč pro Českou televizi a roli Šárky Šedivé v seriálu Ordinace v růžové zahradě 2 a Táta v nesnázích.
První mimoškolní divadelní zkušeností bylo hostování v Činoherním klubu. Po absolvování konzervatoře byla dva roky členkou souboru Východočeského divadla Pardubice. Od sezóny 2020/21 je členkou souboru Divadla v Dlouhé.

## Filmografie, výběr
- Tenkrát poprvé (2012, studentský film)
- Svlíkání (2012, studentský film)
- Případy 1. oddělení (2014)
- Hany (2014)
- Cesta do Říma (2015)
- Barbelo (2015)[7]
- Pustina (2016)
- Hlas pro římského krále (2016)
- Dvojníci (2016)
- Bajkeři (2017)
- Ordinace v růžové zahradě [8] (2017)
- Úkryt v zoo (2017)
- Lynč (2018)
- Modrý kód[8][9] (2020)
- Zločiny Velké Prahy (2021)
- Devadesátky (2022)
- Táta v nesnázích (2023, TV seriál)

## Divadelní role, výběr
- Arkádie (2016, Divadlo Na Rejdišti)
- Kati (2016, Činoherní klub)
- Commedia finita (2017, Východočeské divadlo Pardubice)[10]
- George Kaplan (2018, Východočeského divadla Pardubice)
- Šakalí léta (2019, Divadlo Na Fidlovačce)
- Konec stříbrného věku (2020, Divadlo v Dlouhé)
- Bez roucha (2020, Divadlo v Dlouhé)
- Vytržení panny z Barby (2020, Divadlo v Dlouhé)

## Dabing
Od roku 2018 začala působit jako dabérka. Výraznou dabingovou roli měla ve filmu 6 underground: Tajné operace, a svůj hlas propůjčila například Elle Fanning ve filmu Teen Spirit.